# Euptychia mollina
Espèce
 Euptychia mollina est une  espèce de papillons de la famille des Nymphalidae et de la sous-famille des Satyrinae et du genre Euptychia.

## Dénomination
Euptychia mollina a été décrit par Jacob Hübner en 1813 sous le nom de Oreas mollina.

### Noms vernaculaires
Euptychia mollina se nomme Mollina Satyr en anglais.

### Sous-espèce
Euptychia westwoodi suzannae Brévignon, 2005.

## Description
Euptychia mollina est un papillon d'une envergure d'environ 30 mm au dessus blanc ornementé de lignes marron en feston submarginal et l'ornementation du revers, lignes et ocelles est visible en transparence.
Le revers est blanc rayé de lignes marron ou uni chez Euptychia westwoodi suzannae, avec trois ocelles à l'aile antérieure dont celui proche de l'apex est noir pupillé de bleu et à l'aile postérieure une ligne de cinq ocelles dont les deux proches de l'angle anal et les deux proches de l'apex sont noirs et pupillés.

## Biologie

### Plantes hôtes
Les plantes hôtes de sa chenille sont des Selaginella.

## Écologie et distribution
Euptychia mollina est présent au Mexique, au Costa Rica, au Venezuela, en Colombie, au Brésil et en Guyane,,.

### Biotope
Il réside dans la canopée.

### Protection
Pas de statut de protection particulier